# Mary Healy
Mary Sarah Healy (14 de abril de 1918 – 3 de febrero de 2015) fue una actriz, cantante, y artista de variedades estadounidense.
Actuó a menudo con su esposo, Peter Lind Hayes, durante más de 50 años, en una sucesión de películas, programas de televisión y radio y en el escenario. Apareció en cuatro espectáculos de Broadway entre 1942 y 1958, y sus apariciones en películas incluyen Second Fiddle, Star Dust y la fantasía musical de Theodore Geisel The 5,000 Fingers of Dr. T. En 2006 fue incluida en el Nevada Entertainment/Artist Hall of Fame en la Universidad de Nevada, Las Vegas.

## Biografía

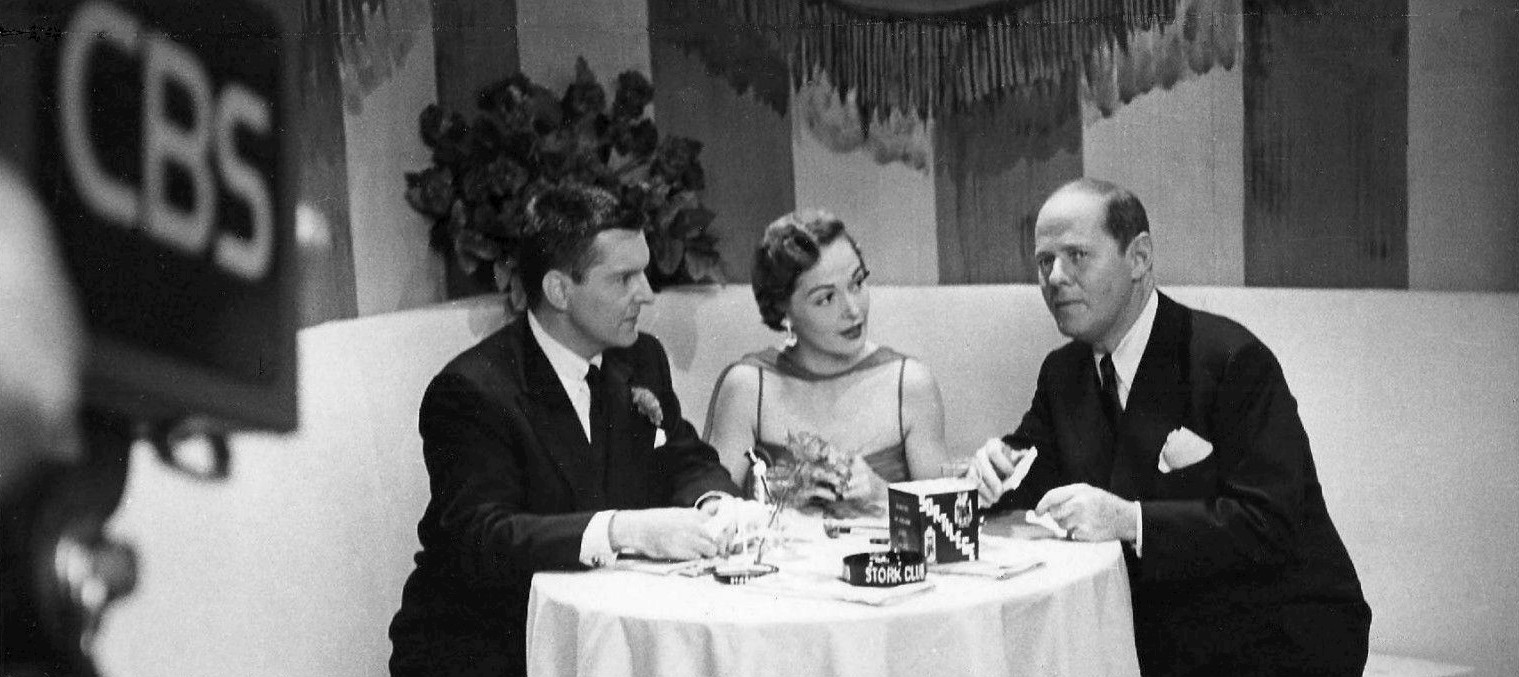
Hayes y Healy con el propietario de clubes nocturnos Sherman Billingsley, promocionando el debut de 1950 del programa de entrevistas de la CBS-TV, The Stork Club

Healy nació el 14 de abril de 1918 en Nueva Orleans. Coronada Miss New Orleans en 1935, actuó como cantante en el área de Nueva Orleans. Hizo su primera aparición en la pantalla en la comedia musical de 1938 Josette. En 1939 tuvo importantes papeles cinematográficos en Second Fiddle, y en Star Dust, donde hizo su primera aparición en la pantalla cantando la canción del título.
Ese año conoció al artista Peter Lind Hayes, quien, con su madre, la artista de vodevil Grace Hayes, estaba actuando en North Hollywood. Healy y Hayes estuvieron casados desde 1940 hasta su muerte en 1998. Con pocas excepciones, ella y su esposo trabajaron juntos exclusivamente.
Healy hizo su debut en el escenario en Count Me In (1942), junto a Charles Butterworth y Jean Arthur. Interpretó a Mrs. Aouda en la producción de Broadway de Orson Welles en 1946 del musical Around the World in 80 Days, un papel que repitió para la adaptación de radio The Mercury Summer Theatre of the Air.
Healy fue miembro del elenco regular de la serie de televisión de la cadena CBS de Hayes, Inside U.S.A. with Chevrolet (1949-50), una serie estilo revista que el productor Arthur Schwartz basó en su exitoso espectáculo de Broadway, Inside U.S.A.: 359–360  Healy y Hayes fueron los primeros en cantar el jingle comercial, "See the USA in Your Chevrolet", que más tarde se convirtió en una canción de la firma de Dinah Shore.
Entre las otras empresas conjuntas de la pareja en televisión estaban The Stork Club (1950), un programa de entrevistas de CBS;: 718  The Peter Lind Hayes Show (1950–51), de 718 NBC, una comedia de situación en vivo en la que se interpretaron a sí mismos en un set que coincidía con su hogar real de New Rochelle;: 594  la segunda temporada del programa de variedades de CBS, Star of the Family (1951–1952);: 594  y la comedia de la NBC Peter Loves Mary (1960–61), en la que interpretaron a una pareja del mundo del espectáculo con dos hijos que se están adaptando a la vida suburbana.: 594  Healy y Hayes estuvieron entre los anfitriones sustitutos de The Tonight Show en 1962, entre la partida de Jack Paar y la llegada de Johnny Carson,: 771  y eran anfitriones sustitutos regulares en los programas de televisión de Arthur Godfrey. Fueron panelistas invitados frecuentes y una vez fueron los invitados misteriosos en el programa de preguntas de larga duración What's My Line? La pareja también fueron concursantes famosos en el programa de televisión Password.
Healy y Hayes aparecieron en la película de fantasía de culto The 5,000 Fingers of Dr. T. (1953) y en la comedia de Broadway Who Was That Lady I Saw You With? (1958), escrito por Norman Krasna.
Durante la década de 1960, protagonizaron un programa de conversación de desayuno en la emisora de radio de Nueva York 710 WOR. WOR instaló equipos en su casa en los suburbios de New Rochelle, Nueva York, para que pudieran transmitir en las mañanas de los días laborables desde su casa.
A lo largo de los años, Healy y Hayes encabezaron en 14 ocasiones el cartel en el Sands Hotel en Las Vegas. La pareja publicó una memoria, Twenty-Five Minutes from Broadway, en 1961. Healy autopublicó un segundo libro, Moments to Remember with Peter and Mary — Our Life in Show Business from Vaudeville to Video, en 2004. En 2006 fue incluida en el Nevada Entertainment/Artist Hall of Fame de la Universidad de Nevada, Las Vegas.

## Vida personal
Healy y Hayes eran padres de dos hijos adoptivos – un hijo, Peter Michael Hayes, y una hija, la actriz Cathy Lind Hayes. Healy murió de causas naturales el 3 de febrero de 2015 en Calabasas, California.

## Filmografía seleccionada
| Año  | Título                      | Papel           | Notas                                               |
| ---- | --------------------------- | --------------- | --------------------------------------------------- |
| 1938 | Josette                     | sin acreditar   | Debut cinematográfico                               |
| 1938 | Thanks for Everything       | sin acreditar   | [ 16 ]                                              |
| 1939 | Second Fiddle               | Jean Varick     | [ 16 ]                                              |
| 1939 | 20,000 Men a Year           | Joan Marshall   | [ 16 ]                                              |
| 1939 | Hotel for Women             | Vocalista       | [ 16 ]                                              |
| 1940 | Star Dust                   | Mary Andrews    | [ 16 ]                                              |
| 1940 | He Married His Wife         | Doris           | [ 16 ]                                              |
| 1941 | Hard Guy                    | Julie Kavanaugh | [ 16 ]                                              |
| 1941 | Ride, Kelly, Ride           | Artista         | [ 16 ]                                              |
| 1941 | Zis Boom Bah                | Mary Healy      | con Peter Lind Hayes y su madre Grace Hayes         |
| 1942 | Strictly in the Groove      | Sally Monroe    | [ 16 ]                                              |
| 1942 | The Yanks are Coming        | Rita Edwards    | [ 16 ]                                              |
| 1953 | The 5,000 Fingers of Dr. T. | Heloise Collins | con Peter Lind Hayes; coescrita por Theodore Geisel |